# Legend (Bob Marley)
Legend è una raccolta di Bob Marley and the Wailers pubblicata l'8 maggio 1984 dalle etichette discografiche Tuff Gong e Island Records.

## Pubblicazione e accoglienza
La RIAA ha certificato l'album come multi platino (18 dischi di platino) e quindi Legend ha conquistato, con oltre 18 milioni di copie vendute, anche il disco di diamante. In USA a fine 2023 ha totalizzato oltre 800 settimane nella Billboard 200. È il disco di reggae con il maggior numero di vendite di tutti i tempi (oltre 30 milioni). Fa parte anche della lista dei 500 migliori album secondo Rolling Stone, alla posizione numero 46.
Legend è stato pubblicato in tre formati diversi: vinile, CD singolo e versione deluxe in doppio CD con due tracce aggiuntive nel disco 1 e vari remix e versioni estese sul disco 2. Ad ottobre 2023 l'album ha totalizzato oltre 1100 settimane nella UK chart Top 100 Album, con vendite superiori ai 4,2 milioni in questo mercato.

## Tracce
Testi e musiche di Bob Marley, eccetto dove indicato.
1. Is This Love – 3:52
2. No Woman, No Cry (Live) – 7:07 (Vincent Ford)
3. Could You Be Loved – 3:55
4. Three Little Birds – 3:00
5. Buffalo Soldier – 4:17 (Bob Marley, Noel Williams)
6. Get Up, Stand Up – 3:16 (Bob Marley, Peter Tosh)
7. Stir It Up – 5:33
8. One Love/People Get Ready – 2:51 (Bob Marley, Curtis Mayfield)
9. I Shot the Sheriff – 4:41
10. Waiting in Vain – 4:15
11. Redemption Song – 3:49
12. Satisfy My Soul – 4:32
13. Exodus – 7:36
14. Jamming – 3:31

### Versione Deluxe
Disco 1
Testi e musiche di Bob Marley, eccetto dove indicato.
1. Is This Love – 3:52
2. No Woman, No Cry (Live) – 7:07 (Vincent Ford)
3. Could You Be Loved – 3:55
4. Three Little Birds – 3:00
5. Buffalo Soldier – 4:17 (Bob Marley, Noel Williams)
6. Get Up, Stand Up – 3:16 (Bob Marley, Peter Tosh)
7. Stir It Up – 5:33
8. Easy Skanking – 2:58
9. One Love/People Get Ready – 2:51 (Bob Marley, Curtis Mayfield)
10. I Shot the Sheriff – 4:41
11. Waiting in Vain – 4:15
12. Redemption Song – 3:49
13. Satisfy My Soul – 4:32
14. Exodus – 7:36
15. Jamming – 3:31
16. Punky Reggae Party – 6:52

Disco 2The Legend Remixes
Testi e musiche di Bob Marley, eccetto dove indicato.
1. One Love/People Get Ready (Extended Version) – 7:01 (Bob Marley, Curtis Mayfield)
2. Waiting in Vain – 5:56
3. Jamming – 5:35
4. Three Little Birds (Dub Version) – 5:20
5. Could You Be Loved – 5:26
6. No Woman, No Cry – 4:11 (Vincent Ford)
7. Coming in From the Cold – 5:42
8. Buffalo Soldier – 5:25 (Bob Marley, Noel Williams)
9. Jamming – 3:22
10. Waiting in Vain – 4:12
11. Exodus – 8:50
12. Lively up Yourself – 5:18
13. Buffalo Soldier (Dub Version) – 4:56 (Bob Marley, Noel Williams)

## Formazione
- Bob Marley - voce solista, chitarra e percussioni
- Peter Tosh - pianoforte, organo, chitarra e voce
- Bunny Livingston - percussioni
- Joe Higgs - percussioni
- Aston "Family Man" Barrett - basso e percussioni
- Carlton "Carlie" Barrett - fiati e percussioni
- Al Anderson - chitarra
- Julian "Junior" Marvin - chitarra e voce
- Tyrone Downie - tastiere, percussioni e voce
- Alvin "Seeco" Patterson - percussioni
- Rita Marley - corista
- Marcia Griffiths - corista
- Judy Mowatt - corista

## Classifiche

### Classifiche settimanali
| Classifica (1984-21) | Posizione massima |
| -------------------- | ----------------- |
| Australia            | 14                |
| Austria              | 5                 |
| Belgio (Fiandre)     | 14                |
| Belgio (Vallonia)    | 6                 |
| Canada               | 24                |
| Finlandia            | 11                |
| Francia              | 1                 |
| Germania             | 11                |
| Grecia               | 1                 |
| Irlanda              | 8                 |
| Italia               | 2                 |
| Norvegia             | 8                 |
| Nuova Zelanda        | 1                 |
| Paesi Bassi          | 1                 |
| Portogallo           | 30                |
| Regno Unito          | 1                 |
| Spagna               | 41                |
| Stati Uniti          | 5                 |
| Svezia               | 10                |
| Svizzera             | 23                |

### Classifiche di fine anno
| Classifica (1984) | Posizione |
| ----------------- | --------- |
| Austria           | 18        |
| Germania          | 57        |
| Nuova Zelanda     | 9         |
| Paesi Bassi       | 13        |
| Classifica (1991) | Posizione |
| Nuova Zelanda     | 41        |
| Paesi Bassi       | 7         |
| Classifica (1994) | Posizione |
| Australia         | 49        |
| Classifica (1997) | Posizione |
| Belgio (Vallonia) | 75        |
| Classifica (1999) | Posizione |
| Regno Unito       | 92        |
| Classifica (2000) | Posizione |
| Australia         | 89        |
| Regno Unito       | 76        |
| Classifica (2008) | Posizione |
| Nuova Zelanda     | 49        |
| Classifica (2009) | Posizione |
| Svezia            | 94        |
| Classifica (2010) | Posizione |
| Stati Uniti       | 145       |
| Classifica (2011) | Posizione |
| Belgio (Vallonia) | 35        |
| Stati Uniti       | 149       |
| Classifica (2012) | Posizione |
| Stati Uniti       | 128       |
| Classifica (2013) | Posizione |
| Belgio (Fiandre)  | 94        |
| Belgio (Vallonia) | 156       |
| Stati Uniti       | 112       |
| Classifica (2014) | Posizione |
| Belgio (Fiandre)  | 135       |
| Belgio (Vallonia) | 162       |
| Regno Unito       | 91        |
| Stati Uniti       | 77        |
| Classifica (2015) | Posizione |
| Belgio (Fiandre)  | 107       |
| Belgio (Vallonia) | 165       |
| Paesi Bassi       | 90        |
| Regno Unito       | 69        |
| Stati Uniti       | 70        |
| Classifica (2016) | Posizione |
| Paesi Bassi       | 86        |
| Regno Unito       | 31        |
| Stati Uniti       | 81        |
| Classifica (2017) | Posizione |
| Regno Unito       | 38        |
| Stati Uniti       | 73        |
| Classifica (2018) | Posizione |
| Regno Unito       | 38        |
| Stati Uniti       | 78        |
| Classifica (2019) | Posizione |
| Belgio (Fiandre)  | 86        |
| Belgio (Vallonia) | 104       |
| Nuova Zelanda     | 38        |
| Regno Unito       | 48        |
| Stati Uniti       | 61        |
| Classifica (2020) | Posizione |
| Belgio (Fiandre)  | 126       |
| Belgio (Vallonia) | 141       |
| Nuova Zelanda     | 13        |
| Regno Unito       | 21        |
| Stati Uniti       | 60        |
| Classifica (2021) | Posizione |
| Belgio (Fiandre)  | 130       |
| Belgio (Vallonia) | 138       |
| Regno Unito       | 30        |
| Stati Uniti       | 60        |
| Classifica (2022) | Posizione |
| Belgio (Fiandre)  | 185       |
| Regno Unito       | 26        |
| Stati Uniti       | 77        |
| Classifica (2023) | Posizione |
| Regno Unito       | 49        |
| Stati Uniti       | 66        |